# Jaime Alfonso Ruiz
Jaime Alfonso Ruiz (* 3. Januar 1984 in Cali) ist ein ehemaliger kolumbianischer Fußballspieler. 

## Verein
Ruiz spielte zwischen 2003 und 2008 für verschiedene Klubs in Kolumbien, Ecuador und Peru, so von 2003 bis 2005 für den kolumbianischen Zweitligisten Cortuluá, 2005 für den ecuadorianischen Verein SD Aucas, 2006 für den kolumbianischen Erstligisten Deportivo Pasto, 2007 für den peruanischen Erstligisten Club Sportivo Cienciano und 2007–2008 für den peruanischen Erstligisten Alianza Atlético.
Im Jahr 2008 wechselte Ruiz nach Belgien zum KVC Westerlo. In der Saison 2008/2009 gelangen ihm 17 Treffer (nach anderer Quelle 18), womit er zum Torschützenkönig der Jupiler Pro League wurde. Nach seinem Vertragsende 2011 spielte er zwei Jahre für den KV Mechelen und kehrte dann wieder nach Westerlo zurück. Die Saison 2014/15 verbrachte er bei KSK Heist.

## Nationalmannschaft
Am 29. März 2003 bestritt Ruiz seinen einziges Spiel für die A-Nationalmannschaft Kolumbiens. Im Freundschaftsspiel gegen Südkorea (0:0) in Busan wurde er in der 87. Minute für Jairo Castillo eingewechselt.

## Erfolge
- Kolumbianischer Meister: Apertura 2006